# Nocticanace zimmermani
Nocticanace zimmermani är en tvåvingeart som beskrevs av Wirth 1951. Nocticanace zimmermani ingår i släktet Nocticanace och familjen Canacidae. Inga underarter finns listade i Catalogue of Life.